# Бата (село)
Бата (рум. Bata) — село у повіті Арад в Румунії. Адміністративний центр комуни Бата.
Село розташоване на відстані 363 км на північний захід від Бухареста, 58 км на схід від Арада, 146 км на південний захід від Клуж-Напоки, 68 км на північний схід від Тімішоари.

## Населення
За даними перепису населення 2002 року у селі проживали 522 особи, з них 519 осіб (99,4%) румунів. Рідною мовою 520 осіб (99,6%) назвали румунську.